# 第76回全国高等学校ラグビーフットボール大会
第76回全国高等学校ラグビーフットボール大会（だい76かいぜんこくこうとうがっこうラグビーフットボールたいかい）は、1996年12月から1997年1月まで近鉄花園ラグビー場にて行われた、全国高校ラグビー選手権である。優勝は愛知県の西陵商業高校（初優勝）。

## 概要
- 今大会から仙台育英が現在に至るまで連続出場を続けている。また大阪府の公立高校は今大会に出場した島本を最後に出場していない。（2019年現在）

## 出場校
※マークはシード校
北海道
- 北北海道代表 - 北見北斗 （15年連続31回目）
- 南北海道代表 - 函館大有斗 （5年連続10回目）

東北
- 青森県代表 - 青森北 （2年連続5回目）
- 岩手県代表 - 盛岡工 （3年連続24回目）
- 宮城県代表 - 仙台育英 （2年ぶり3回目）
- 秋田県代表 - 秋田工※ （2年連続54回目）
- 山形県代表 - 山形中央 （5年連続6回目）
- 福島県代表 - 磐城 （2年ぶり13回目）

関東
- 茨城県代表 - 清真学園※ （3年ぶり2回目）
- 栃木県代表 - 国学院栃木 （2年ぶり3回目）
- 群馬県代表 - 東農大二 （12年連続13回目）
- 埼玉県代表 - 熊谷工 （2年連続23回目）
- 千葉県代表 - 流経大柏 （2年連続4回目）
- 東京都第一代表 - 国学院久我山※ （6年連続22回目）
- 東京都第二代表 - 大東大一 （2年連続11回目）
- 神奈川県代表 - 桐蔭学園※ （初出場）
- 山梨県代表 - 日川※ （19年連続28回目）

北信越
- 新潟県代表 - 巻 （2年連続5回目）
- 長野県代表 - 岡谷工 （13年連続13回目）
- 富山県代表 - 砺波 （4年ぶり10回目）
- 石川県代表 - 鶴来 （2年連続4回目）
- 福井県代表 - 昭英 （2年連続2回目）

東海
- 静岡県代表 - 東海大工 （4年ぶり3回目）
- 愛知県代表 - 西陵商※ （10年連続29回目）
- 岐阜県代表 - 関商工 （5年連続20回目）
- 三重県代表 - 四日市農芸 （2年ぶり5回目）

近畿
- 滋賀県代表 - 八幡工 （9年連続15回目）
- 京都府代表 - 伏見工※ （2年連続9回目）
- 大阪府第一代表 - 啓光学園※ （6年連続9回目）
- 大阪府第二代表 - 大阪工大高※ （2年連続21回目）
- 大阪府第三代表 - 島本 （6年ぶり4回目）
- 兵庫県代表 - 報徳学園 （9年連続27回目）
- 奈良県代表 - 天理 （2年ぶり51回目）
- 和歌山県代表 - 和歌山工 （3年連続13回目）

中国
- 鳥取県代表 - 米子東 （6年ぶり3回目）
- 島根県代表 - 江の川※ （6年連続6回目）
- 岡山県代表 - 津山工 （10年連続16回目）
- 広島県代表 - 安芸南 （初出場）
- 山口県代表 - 大津 （4年連続15回目）

四国
- 徳島県代表 - 城東 （35年ぶり7回目）
- 香川県代表 - 高松北 （2年連続3回目）
- 愛媛県代表 - 松山商 （2年連続7回目）
- 高知県代表 - 高知商 （2年連続4回目）

九州・沖縄
- 福岡県代表 - 東福岡※ （5年連続9回目）
- 佐賀県代表 - 佐賀工※ （15年連続25回目）
- 長崎県代表 - 長崎北陽台※ （3年連続5回目）
- 熊本県代表 - 熊本西 （2年連続2回目）
- 大分県代表 - 大分舞鶴 （11年連続35回目）
- 宮崎県代表 - 延岡東 （2年連続6回目）
- 鹿児島県代表 - 鹿児島実 （2年連続6回目）
- 沖縄県代表 - 宜野座 （2年連続3回目）

## 試合時間
※全試合30分ハーフで行う。同点で終了した場合は1.トライ数2.ゴール数3.抽選の順にて次回出場校を決める。

## 試合

### 1回戦
- 島本 24 - 22 関商工
- 八幡工 79 - 3 砺波
- 山形中央 39 - 16 大津
- 北見北斗 24 - 3 高知商
- 大分舞鶴 48 - 13 青森北
- 岡谷工 84 - 17 高松北
- 大東大一 45 - 24 熊本西
- 熊谷工 36 - 5 津山工
- 国学院栃木 29 - 15 和歌山工
- 東農大二 22 - 20 天理

- 延岡東 34 - 10 鶴来
- 磐城 69 - 0 米子東
- 巻 44 - 14 城東
- 報徳学園 61 - 5 東海大工
- 函館大有斗 42 - 13 昭英
- 流経大柏 24 - 5 鹿児島実
- 松山商 62 - 19 仙台育英
- 盛岡工 38 - 17 安芸南
- 四日市農芸 52 - 17 宜野座

### 2回戦
- 東福岡 24 - 18 島本
- 八幡工 36 - 14 山形中央
- 長崎北陽台 60 - 7 北見北斗
- 清真学園 33 - 27 大分舞鶴
- 佐賀工 22 - 17 岡谷工
- 桐蔭学園 29 - 22 大東大一
- 啓光学園 25 - 17 熊谷工
- 秋田工 32 - 5 国学院栃木

- 大阪工大高 49 - 5 東農大二
- 磐城 29 - 19 延岡東
- 伏見工 78 - 7 巻
- 日川 26 - 14 報徳学園
- 江の川 72 - 0 函館大有斗
- 西陵商 70 - 10 流経大柏
- 盛岡工 29 - 17 松山商
- 国学院久我山 105 - 0 四日市農芸[1]

### 3回戦
- 東福岡 60 - 7 八幡工
- 清真学園 28 - 15 長崎北陽台
- 佐賀工 20 - 17 桐蔭学園
- 啓光学園 34 - 20 秋田工

- 大阪工大高 104 - 16 磐城
- 伏見工 26 - 20 日川
- 西陵商 35 - 8 江の川
- 国学院久我山 60 - 14 盛岡工

### 準々決勝
- 東福岡 48 - 12 清真学園
- 啓光学園 31 - 26 佐賀工

- 大阪工大高 45 - 31 伏見工
- 西陵商 16 - 8 国学院久我山

### 準決勝
- 啓光学園 20 - 19 東福岡
- 西陵商 66 - 29 大阪工大高

### 決勝
- 西陵商（初優勝） 26 - 25 啓光学園
  - 西陵商は戦後の商業高校としては初で2021年現在で唯一の優勝となった。

## 関連試合

### 第20回高校東西対抗試合
- 大会で特に活躍した選手を選抜した上で東西に分かれて行ういわば高校ラグビー版オールスターゲームである。

東軍監督安本文康、西軍監督小城博、1997年1月15日 国立競技場 試合結果西軍 45-36 東軍